# Tommy Heisz
Tommy Heisz Madsen (født 1975) er forfatter og journalist. Han har skrevet flere dokumentariske bøger, bl.a. om den spanske syge i 1918, om bandet Love Shop og om 1930'ernes svømmepiger Jenny Kammersgaard, Ragnhild Hveger og 'Lille Henrivende' Inge Sørensen. 
Vært på podcasten Vild Historie sammen med historiker Simon Kratholm Ankjærgaard.  
I 2009 grundlagde Tommy Heisz sammen med Thomas Aagaard Skovmand forlaget Byens Forlag, som han var medejer af indtil 2011.